# 正隆银行营口支行旧址
正隆银行营口支行旧址是位于中华人民共和国辽宁省营口市站前区八田地街道的一座辰野式建筑，曾是正隆银行营口支店所在地，后来随正隆银行并入满洲兴业银行。2003年，这座建筑以正隆银行旧址为名列入辽宁省文物保护单位。正隆银行营口支店旧址现为交通银行营口市辽河支行。

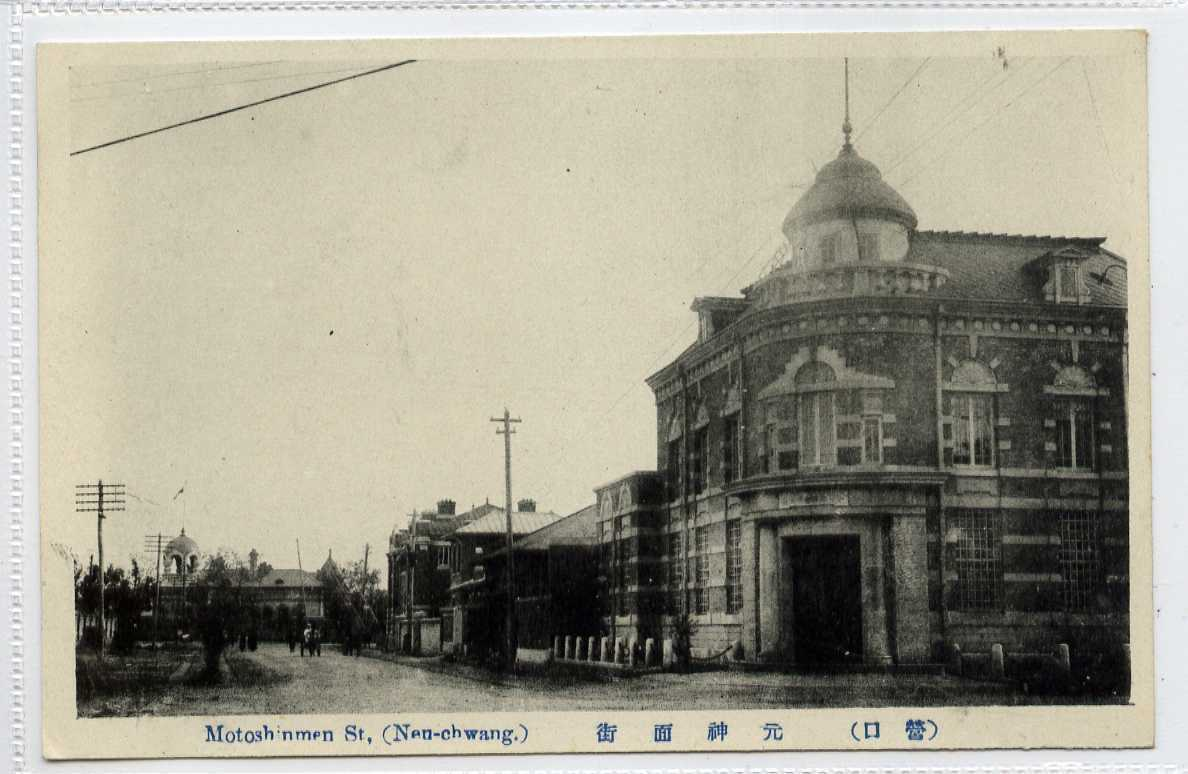
鼋神庙街（图中作元神面街）。除前景的正隆银行旧址之外，照片中还可看到远景的营口俄国领事馆旧址和牛庄邮便局旧址

## 历史
1906年7月上旬，正隆银行在营口鼋神庙街开业。一说该银行为日本人开设。另一说为中日合资开设，实际上由日本人控制，日本人任总经理。开业之后，正隆银行在营口小红楼西开设隆记洋行，又在大连开设分行，在奉天开设营业所（出张所）。银行运营不善，在1911年被日本财阀安田善太郎收购，总行迁至大连大山通，营口正隆银行改为支店。1914年冬，正隆银行营口支店搬入新楼，即后来被列入文物保护单位的正隆银行旧址。
1936年12月，满洲国政府颁布《满洲兴业银行法》，朝鲜银行、正隆银行、满洲银行、满洲商业银行、辽东银行合并组建满洲兴业银行，正隆银行营口支店随之并入。1945年，日本战败，满洲兴业银行停业。
1987年，这座建筑交由交通银行使用。1990年，正隆银行营口支行旧址入选营口市文物保护单位。2003年，这座建筑入选辽宁省文物保护单位。同一年的报道称，正隆银行旧址开了一家超市，此前曾有人在顶层开快餐厅，文物部门担心火灾而将快餐厅关停。2009年，交通银行修缮了这座楼。

## 建筑
正隆银行营口支行旧址是一座两层楼房，辰野式风格，南北长22米，东西宽17米，高15米，建筑面积403平方米。建筑外墙饰有红砖和白石。楼顶为孟莎式屋顶，设阁楼，开有老虎窗，覆人字形铁瓦。屋顶转角处建有穹顶。有评论认为，营口正隆银行建筑经过精心设计，是营口最漂亮的建筑之一。